# Agnos
Agnos – miejscowość i gmina we Francji, w regionie Nowa Akwitania, w departamencie Pireneje Atlantyckie.
Według danych na rok 1990 gminę zamieszkiwało 645 osób, a gęstość zaludnienia wynosiła 70 osób/km² (wśród 2290 gmin Akwitanii Agnos plasuje się na 614. miejscu pod względem liczby ludności, natomiast pod względem powierzchni na miejscu 1121.).
| 1901 | 1962 | 1968 | 1975 | 1982 | 1990 | 1999 |
| ---- | ---- | ---- | ---- | ---- | ---- | ---- |
| 412  | 372  | 353  | 465  | 478  | 645  | 751  |

## Galeria

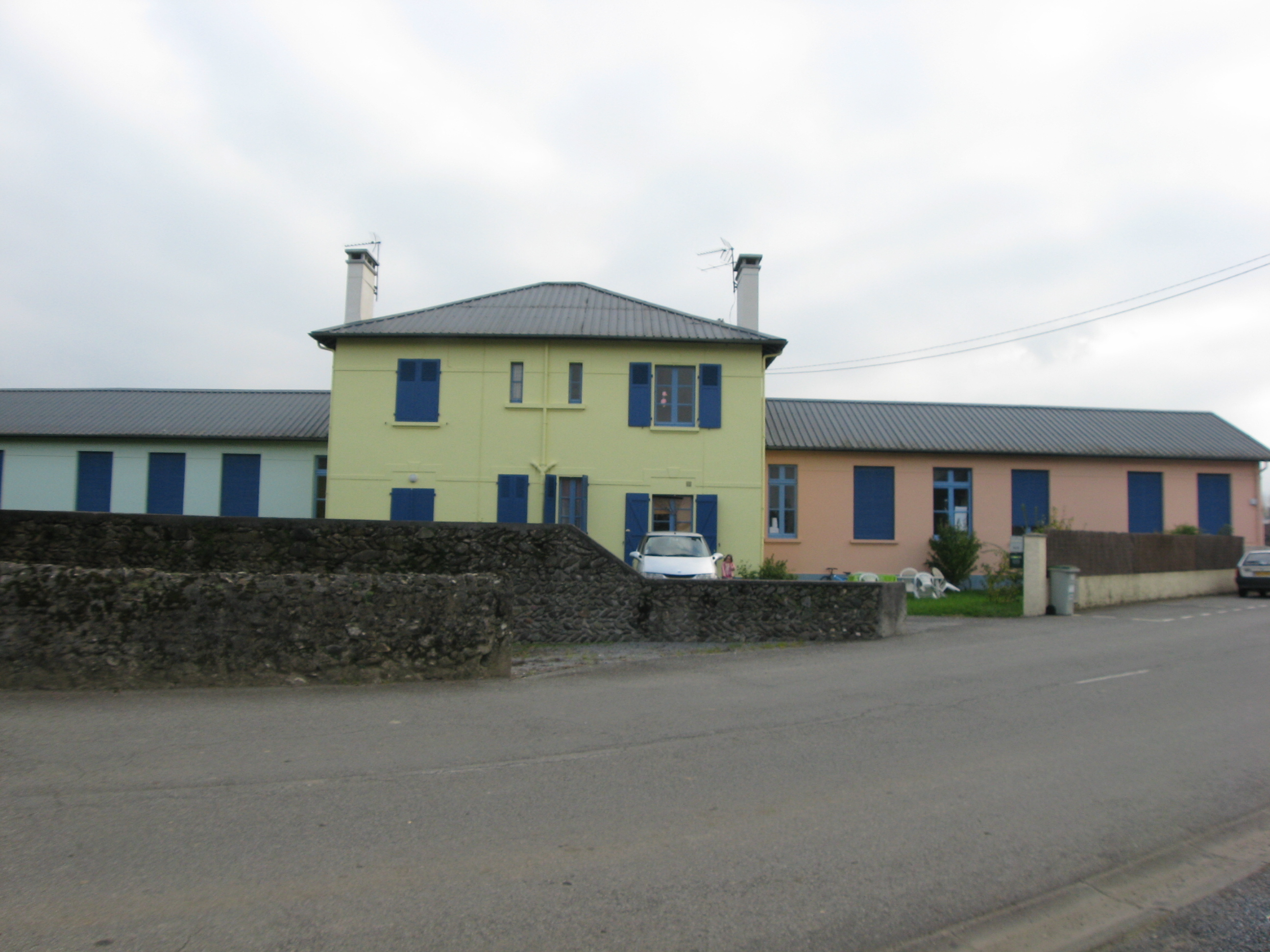
Szkoła
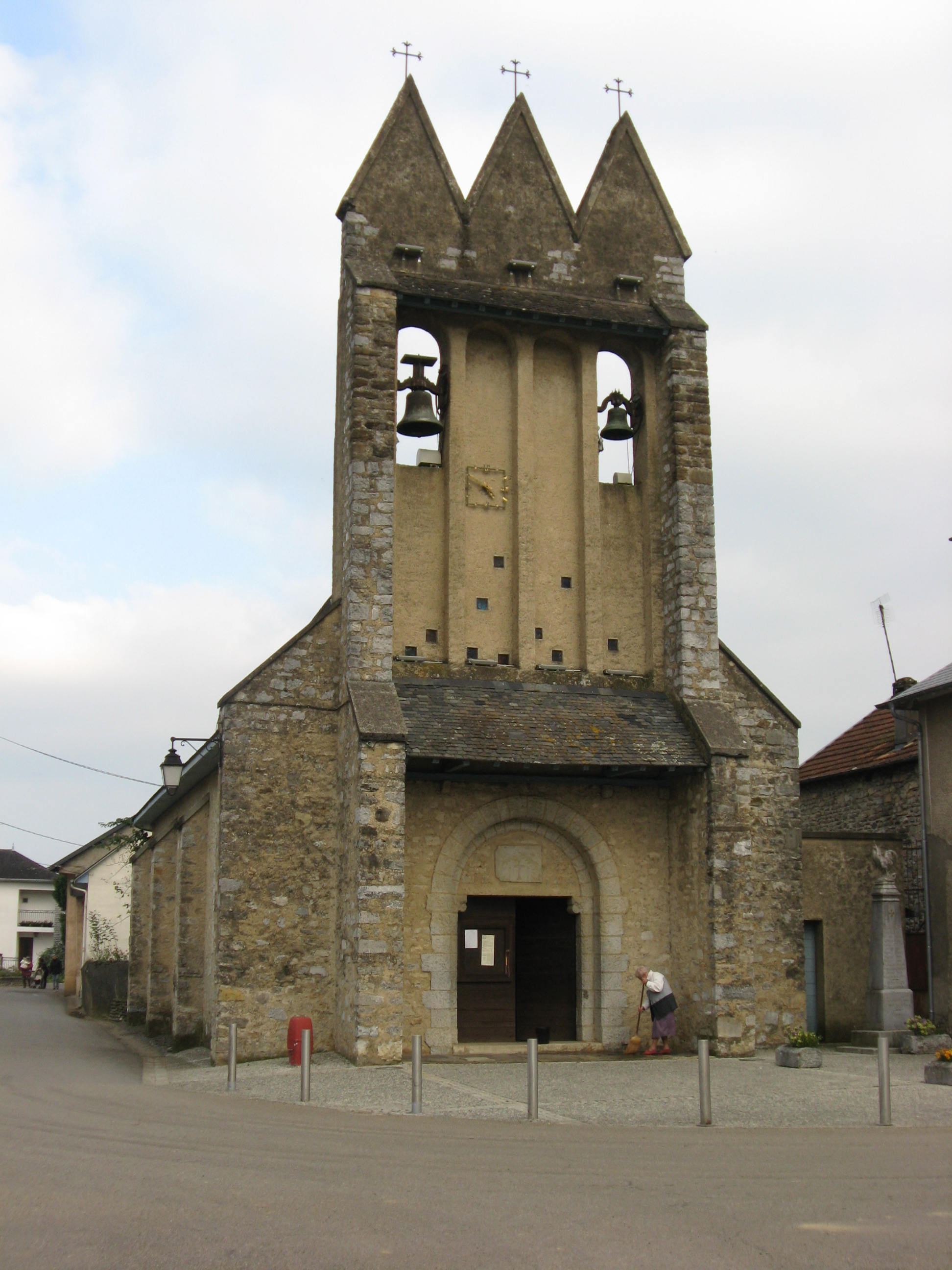
Kościół